# Leptogenys podenzanai
Leptogenys podenzanai é uma espécie de formiga do gênero Leptogenys, pertencente à subfamília Ponerinae.